# Fastlane (2017)
Fastlane (2017) foi um evento de luta livre profissional produzido pela WWE e transmitido em formato pay-per-view e pelo WWE Network que ocorreu em 5 de março de 2017 no Bradley Center na cidade de Milwaukee, Wisconsin e que contou com a participação dos lutadores do programa Raw. Este foi o terceiro evento da cronologia do Fastlane e o terceiro pay-per-view de 2017 no calendário da WWE.

## Antes do evento
Fastlane teve combates de luta livre profissional de diferentes lutadores com rivalidades e histórias pré-determinadas que se desenvolveram no Raw – programa de televisão da WWE, tal como nos programas transmitido pelo WWE Network – 205 Live e Main Event. Os lutadores interpretaram um vilão ou um mocinho seguindo uma série de eventos para gerar tensão, culminando em várias lutas.
No Royal Rumble, Braun Strowman atacou Roman Reigns durante sua luta pelo Campeonato Universal contra Kevin Owens. No Raw da noite seguinte, Strowman explicou que o ataque foi devido sua antipatia por Reigns e porque Owens lhe prometera uma chance pelo título. Owens negou isso, mas Strowman mostrou um vídeo confirmando a promessa. O gerente geral Mick Foley em seguida marcou um combate entre os dois, que Owens venceu por desqualificação quando Reigns interferiu e atacou Strowman. No Raw de 6 de fevereiro, Strowman exigiu outra luta para Foley. Este no entanto programou um confronto para ele contra Reigns no Fastlane.
No Raw de 2 de janeiro, Goldberg foi o convidado de Kevin Owens em seu segmento The Kevin Owens Show, onde declarou que ganharia a luta Royal Rumble para enfrentar Owens pelo Campeonato Universal no WrestleMania 33. Depois de não vencer aquele combate, Goldberg apareceu no Raw de 6 de fevereiro originalmente apenas para responder o desafio de Brock Lesnar para uma luta no WrestleMania. No entanto ele interrompeu um segmento com Owens e Chris Jericho e aceitou o desafio de Lesnar, lançando outro a Owens pelo Campeonato Universal no Fastlane. Jericho aceitou o confronto em nome de Owens, que foi oficializado mais tarde naquela noite.
No Raw de 13 de fevereiro, Bayley derrotou Charlotte Flair para conquistar o seu primeiro Campeonato Feminino do Raw graças à ajuda de Sasha Banks. Na semana seguinte, Stephanie McMahon disse a Bayley para devolver o título devido à interferência de Banks. Esta porém saiu e defendeu Bayley, que decidiu manter o cinturão. Flair então invocou sua cláusula de revanche para o Fastlane e Banks imediatamente desafiou Flair para uma luta, que ela ganhou. No Raw de 27 de fevereiro, Bayley e Banks se juntaram para enfrentar Flair e Nia Jax, que venceram quando Jax fez o pin em Bayley. Depois, nos bastidores, Banks disse que ela queria estar no canto de Bayley durante o Fastlane, mas Stephanie apareceu e marcou um combate entre Banks e Jax para o Fastlane.
Durante uma entrevista com Michael Cole durante o Raw de 13 de fevereiro, Samoa Joe fez um comentário sobre Sami Zayn, afirmando que ele não era como este, que estava feliz  apenas por estar no programa. Mais tarde, depois que Zayn derrotou Rusev, ele comentou que Joe não era como ele porque não precisa limpar a sujeira de outras pessoas, referindo-se ao ataque de Joe a Seth Rollins em nome de Triple H. Como resposta, Joe atacou Zayn. Na semana seguinte, Zayn estava programado para enfrentar Kevin Owens, mas Joe atacou Zayn antes da luta, permitindo que Owens o derrotasse facilmente. Na semana seguinte, depois que Joe derrotou Cesaro, ele foi entrevistado por Charlie Caruso, que perguntou como Joe conseguiu ter um enorme impacto no Raw em tão pouco tempo. Joe afirmou que ele veio para machucar as pessoas. Zayn então apareceu e atacou Joe, e os dois foram separados por segurança. Mais tarde uma luta entre eles foi marcada para o Fastlane.
Em rivalidades menores, Jack Gallagher se tornou no desafiante ao Campeonato dos Pesos-Médios de Neville depois de vencer uma luta fatal 5-way contra T.J. Perkins, Ariya Daivari, Cedric Alexander e Noam Dar no 205 Live de 7 de fevereiro. Enzo Amore e Big Cass se tornaram nos desafiantes ao Campeonato de Duplas do Raw pertencentes a Luke Gallows e Karl Anderson depois de derrotarem Cesaro e Sheamus no Raw de 20 de fevereiro. Além disso, uma luta de duplas entre Rich Swann e Akira Tozawa contra The Brian Kendrick e Noam Dar foi marcada para o pré-show do evento.

## Resultados
| Nº                                          | Resultados                                                                          | Estipulações                                            | Tempo |
| ------------------------------------------- | ----------------------------------------------------------------------------------- | ------------------------------------------------------- | ----- |
| Pré- show                                   | Rich Swann e Akira Tozawa derrotaram The Brian Kendrick e Noam Dar (com Alicia Fox) | Luta de duplas                                          | 9:25  |
| 1                                           | Samoa Joe derrotou Sami Zayn por nocaute                                            | Luta individual                                         | 9:45  |
| 2                                           | Luke Gallows e Karl Anderson (c) derrotaram Enzo Amore e Big Cass                   | Luta de duplas pelo Campeonato de Duplas do Raw         | 8:42  |
| 3                                           | Sasha Banks derrotou Nia Jax                                                        | Luta individual                                         | 8:19  |
| 4                                           | Cesaro derrotou Jinder Mahal                                                        | Luta individual                                         | 8:12  |
| 5                                           | Big Show derrotou Rusev (com Lana)                                                  | Luta individual                                         | 8:40  |
| 6                                           | Neville (c) derrotou Jack Gallagher                                                 | Luta individual pelo Campeonato dos Pesos-Médios da WWE | 12:08 |
| 7                                           | Roman Reigns derrotou Braun Strowman                                                | Luta individual                                         | 17:13 |
| 8                                           | Bayley (c) derrotou Charlotte Flair                                                 | Luta individual pelo Campeonato Feminino do Raw         | 16:49 |
| 9                                           | Goldberg derrotou Kevin Owens (c)                                                   | Luta individual pelo Campeonato Universal da WWE        | 0:23  |
| (c) – Refere-se aos campeões antes da luta. |                                                                                     |                                                         |       |